# 鳴水町
鳴水町（なるみずまち）は福岡県北九州市八幡西区の町。住居表示実施済み。郵便番号は806-0052。なお北九州市には過去に別の鳴水町が存在していたが、ここでは現行地名について記載する。

## 地理
八幡西区の中部東側に位置し、北に大字鳴水、北東に大字藤田、東に元城町、南東に大字熊手、南に大字鳴水，大字熊手、西に大畑町と接する。

### 河川
- 二級河川 撥川

## 地域の特徴
花尾山・帆柱山と河頭山との谷あいにある町。北九州高速4号線が西部北縁に沿って走り、東部の河頭トンネル内を通過する。町域のほぼ中央を通って撥川が北流する。黒崎ドライビングスクール，あゆみの森共同保育園，鳴水屋形年長者いこいの家，北九州市水道局 花尾配水池がある。

## 歴史
この辺りには「屋形船」という名のついたバス停や公園がある。昭和30年代初頭まで河頭山に2つの池があり、そのほとりに料亭があった。そのうちの一つ、中ノ河頭上池のほとりにあった料亭が池に屋形船を浮かべ、客たちが遊行・飲食の場としていたことから、このあたり一帯を「屋形船」と呼ぶようになった。昭和32年に北九州高速道路が建設着工し、トンネル工事の廃土で2つの池は埋め建てられてしまった。

### 地名の由来
町名は大字鳴水にちなむ。

### 沿革
- 1982年（昭和57年）6月1日 - 鳴水町新設[5][6]。

### 町名の変遷
| 実施内容          | 実施年月日               | 実施後 | 実施前                     |
| ----------------- | ------------------------ | ------ | -------------------------- |
| 町名新設 住居表示 | 1982年（昭和57年）6月1日 | 鳴水町 | 大字熊手，大字鳴水の各一部 |

## 世帯数と人口
2025年（令和7年）3月31日現在（北九州市発表）の世帯数と人口は以下の通りである。
| 町     | 世帯数  | 人口  |
| ------ | ------- | ----- |
| 鳴水町 | 191世帯 | 349人 |

### 人口の変遷
国勢調査による人口の推移。
| 1995年（平成7年）  | 506人 | [ 7 ]  |  |
| 2000年（平成12年） | 479人 | [ 8 ]  |  |
| 2005年（平成17年） | 487人 | [ 9 ]  |  |
| 2010年（平成22年） | 449人 | [ 10 ] |  |
| 2015年（平成27年） | 377人 | [ 11 ] |  |
| 2020年（令和2年）  | 335人 | [ 12 ] |  |

### 世帯数の変遷
国勢調査による世帯数の推移。
| 1995年（平成7年）  | 169世帯 | [ 7 ]  |  |
| 2000年（平成12年） | 165世帯 | [ 8 ]  |  |
| 2005年（平成17年） | 171世帯 | [ 9 ]  |  |
| 2010年（平成22年） | 173世帯 | [ 10 ] |  |
| 2015年（平成27年） | 159世帯 | [ 11 ] |  |
| 2020年（令和2年）  | 157世帯 | [ 12 ] |  |

## 学区
市立小・中学校に通う場合、学区は以下の通りとなる。
| 町     | 街区 | 小学校               | 中学校               |
| ------ | ---- | -------------------- | -------------------- |
| 鳴水町 | 全域 | 北九州市立黒畑小学校 | 北九州市立黒崎中学校 |

## 交通

### バス
域内のバス停と系統は以下のとおりである。
| 運行事業者 | 運行事業者   | 西鉄バス北九州 |
| 系統       | 系統         | 73             |
| 停留所     | 第一屋形船   | ○              |
| 停留所     | 第二屋形船   | ○              |
| 停留所     | 屋形船車庫   | ○              |
| 停留所     | 花尾西登山口 | ○              |

## 施設

### 社会福祉施設
- 鳴水屋形船年長者いこいの家
- あゆみの森共同保育園

### 公園
- 鳴水町西公園
- 鳴水屋形船公園

### その他
- 黒崎ドライビングスクール
- 北九州市水道局 花尾配水池
- 北九州高速道路 河頭トンネル